# Изложба „Савремена српска скулптура” (1957)
Изложба „Савремена српска скулптура” се одржала у периоду од 12. до 28. јануара 1957. године у Изложбеном павиљону Удружења ликовних уметника Србије у улици Масарикова 4 у Београду.

## Одбор
Одбор изложбе су чинили:
- Ана Бешлић
- Милош Сарић
- Војин Стојић

## Жири
Жири изложбе су чинили:
- Стеван Боднаров
- Нандор Глид
- Јован Солдатовић
- Ристо Стијовић
- Ратимир Стојадиновић

## Излагачи
1. Градимир Алексић
2. Борис Анастасијевић
3. Иванка Петровић Ацин
4. Милан Бесарабић
5. Ана Бешлић
6. Стеван Боднаров
7. Марко Брежанин
8. Крунослав Буљевић
9. Вука Велимировић
10. Драгослава Вијоровић
11. Војислав Вујисић
12. Матија Вуковић
13. Ангелина Гаталица
14. Нандор Глид
15. Радмила Граовац
16. Анте Гржетић
17. Лојзе Долинар
18. Стеван Дукић
19. Александар Зарин
20. Никола Јанковић
21. Олга Јанчић
22. Олга Јеврић
23. Јелена Јовановић
24. Јован Кратохвил
25. Милован Крстић
26. Мирјана Летица Кулунџић
27. Ото Лого
28. Франо Менегело Динчић
29. Небојша Митрић
30. Живорад Михаиловић
31. Петар Палавичини
32. Владета Петрић
33. Славка Петровић Средовић
34. Миша Поповић
35. Милица Рибникар
36. Тома Росандић
37. Сава Сандић
38. Милош Сарић
39. Јован Солдатовић
40. Радета Станковић
41. Ристо Стијовић
42. Ратимир Стојадиновић
43. Војин Стојић
44. Радивој Суботички
45. Љубица Тапавички
46. Михајло Томић
47. Јелисавета Шобер Поповић